# Tétragramme

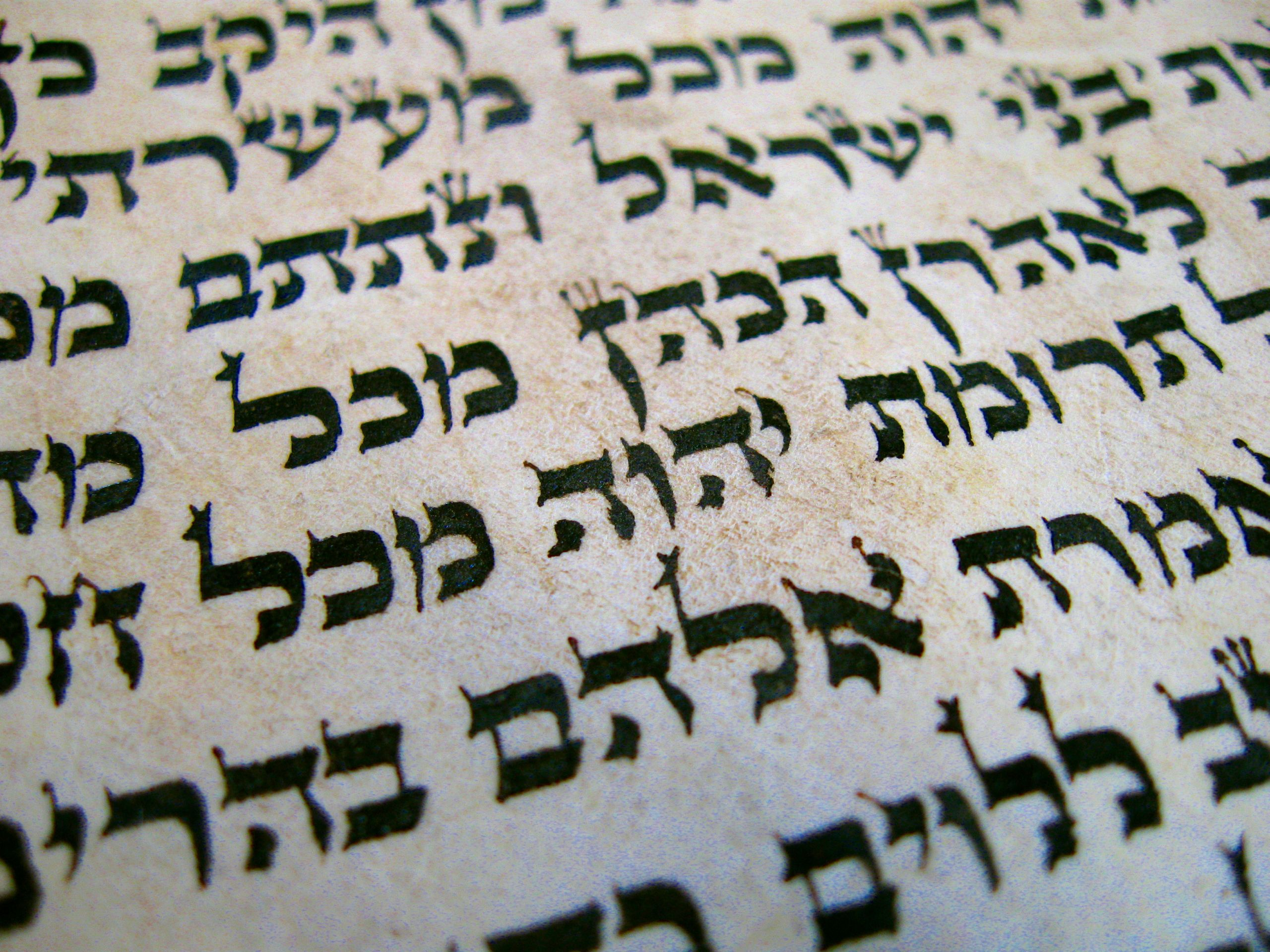
Au centre, tétragramme YHWH dans un Sefer Torah (Nb 18:27-30).

Un tétragramme est une association de quatre signes d'écriture, diacritiques éventuels non comptés, formant un graphème et représentant ainsi un phonème unique.
En particulier, le tétragramme YHWH (hébreu יהוה) est une des dénominations divines biblique.